# فلاديكا كوفاتشيفيتش
فلاديمير (فلاديكا) كوفاتشيفيتش (بالصربية: Владица Ковачевић)‏ (7 يناير 1940-28 يوليو 2016)، هو مهاجم صربي سابق في لعبة كرة القدم حيث شارك في صفوف منتخب يوغوسلافيا في بطولة كأس العالم 1962 . شارك في مسيرة رياضية متميزة كلاعب في صفوف فريق بارتيزان اليوغوسلافي حيث وصل إلى المباراة النهائية لبطولة دوري الأبطال الأوروبي موسم 1965-1966 وخسر من فريق ريال مدريد الإسباني 1-2 . ثم انتقل للعب في صفوف ناديي نانت وأنغرز الفرنسيان ثم قام بتدريب نادي ليون .

## مسيرته الكروية
لعب فلاديكا كوفاتشيفيتش خلال مسيرته الاحترافية مع 3 أندية في خمسة عشر موسمًا وسجل خلالها 115 هدف ضمن 280 مباراة. ولم يفز بأي موسم بالكأس وفاز في أربعة مواسم بالدوري.
خاض فلاديكا كوفاتشيفيتش مسيرته مع نادي بارتيزان في موسم 1958–59 في المرة الأولى ليلعب معه ثمانية مواسم ثم في موسم 1967–68 واستمر معه طيلة ثلاثة مواسم، مشاركًا طوالها في 183 مباراة سجل خلالها 79 هدفًا. ثم انتقل إلى نادي نانت في موسم 1966–67 لمدة موسم واحد، حيث شارك في 29 مباراة سجل خلالها 8 أهداف. لينتقل بعدها إلى نادي أنجيه في موسم 1969–70 واستمر معه طيلة ثلاثة مواسم، مشاركًا في 68 مباراة سجل خلالها 28 هدفًا.

## روابط خارجية
- فلاديكا كوفاتشيفيتش على موقع الاتحاد الدولي (مؤرشف)  (الإنجليزية)
- فلاديكا كوفاتشيفيتش على موقع قاعدة بيانات كرة القدم.إي يو (الإنجليزية)
- فلاديكا كوفاتشيفيتش على موقع ناشيونال فوتبول تيمز (الإنجليزية)
- فلاديكا كوفاتشيفيتش على موقع عالم كرة القدم.نت (الإنجليزية)